# Мухин, Максим Андреевич
Макси́м Андре́евич Му́хин (род. 4 ноября 2001, Тольятти, Самарская область) — российский футболист, полузащитник московского ЦСКА, выступающий на правах аренды за клуб «Сочи».

## Клубная карьера
Воспитанник академии футбола имени Юрия Коноплёва. В 16-летнем возрасте перешёл в молодёжную команду «Крыльев Советов». В 2019 году перебрался в московский «Локомотив». С 2019 года начал выступать за фарм-клуб «Локомотив-Казанка» в первенстве ПФЛ. Дебют состоялся 12 октября в игре с клубом «Луки-Энергия», в которой Мухин появился на поле на 65-й минуте вместо Георгия Махатадзе, а на 73-й минуте забил победный гол.
8 ноября 2020 года дебютировал в премьер-лиге за «Локомотив» в матче с московским «Динамо». В середине второго тайма он вышел вместо Даниила Куликова.
28 мая 2021 года Мухин перешёл в московский ЦСКА, подписав контракт на 5 лет. Он стал первым, кто выбрал 6-й номер после Алексея Березуцкого. 25 июля 2021 года провёл первый матч — против «Уфы» (1:0).
31 июля 2022 года в матче чемпионата России против «Пари НН» (2:2) он отметился первым результативным действием за «армейцев», отдав голевую передачу на Фёдора Чалова. 29 апреля 2023 года в матче чемпионата России против «Ахмата» (1:3) Мухин забил дебютный гол за ЦСКА. По итогам сезона 2022/23 вместе с ЦСКА завоевал серебряные медали чемпионата России. 11 июня 2023 года выиграл Кубок России.
5 августа 2023 года в матче чемпионата России против «Локомотива» (4:1) Мухин оформил первый дубль в карьере. 21 октября 2023 года в матче чемпионата России против «Рубина» (0:0) он получил разрыв крестообразной связки колена. В сезоне 2023/24 Мухин больше не сыграл.
12 марта 2025 года в матче 1/2 финала «пути РПЛ» Кубка России против «Динамо» (2:1) Максим Мухин впервые после травмы появился на поле, выйдя на замену на 85-й минуте. По итогам сезона 2024/25 вместе с ЦСКА завоевал бронзовые медали чемпионата России. 1 июня 2025 года Мухин во второй раз в составе ЦСКА стал обладателем Кубка России.
31 июля 2025 года Максим Мухин на правах арендного соглашения перешёл в «Сочи» до конца сезона 2025/26. «Сочи» сможет выкупить полузащитника, а ЦСКА - вернуть его из аренды раньше срока. 4 августа 2025 года в матче чемпионата России против «Рубина» (2:1) он дебютировал за новый клуб, выйдя на замену на 69-й минуте. 10 августа в матче чемпионата России против «Динамо» (1:1) Мухин забил дебютный гол за «Сочи».

## Карьера в сборной
19 марта 2021 года был вызван Станиславом Черчесовым в сборную России на матчи отборочного турнира чемпионат мира 2022 года вместо получившего травму Романа Зобнина. Дебютировал 27 марта в домашнем матче против Словении (2:1), выйдя на 86 минуте вместо Рифата Жемалетдинова.
16 октября 2023 года в товарищеском матче против сборной Кении (2:2) Мухин отметился первым голевым действием за сборную России, отдав голевую передачу на Александра Соболева.

## Статистика выступлений

### Клубная
| Выступление         | Выступление      | Выступление      | Лига | Лига | Кубки | Кубки | Еврокубки | Еврокубки | Итого | Итого |
| Клуб                | Лига             | Сезон            | Игры | Голы | Игры  | Голы  | Игры      | Голы      | Игры  | Голы  |
| ------------------- | ---------------- | ---------------- | ---- | ---- | ----- | ----- | --------- | --------- | ----- | ----- |
| Локомотив (Москва)  | Премьер-лига     | 2020/21          | 10   | 0    | 4     | 0     | 1         | 0         | 15    | 0     |
| Локомотив (Москва)  | Итого            | Итого            | 10   | 0    | 4     | 0     | 1         | 0         | 15    | 0     |
| → Локомотив-Казанка | Первенство ПФЛ   | 2019/20          | 2    | 1    | —     | —     | —         | —         | 2     | 1     |
| → Локомотив-Казанка | Первенство ПФЛ   | 2020/21          | 8    | 0    | —     | —     | —         | —         | 8     | 0     |
| → Локомотив-Казанка | Итого            | Итого            | 10   | 1    | —     | —     | —         | —         | 10    | 1     |
| ЦСКА (Москва)       | Премьер-лига     | 2021/22          | 26   | 0    | 3     | 0     | —         | —         | 29    | 0     |
| ЦСКА (Москва)       | Премьер-лига     | 2022/23          | 17   | 1    | 7     | 0     | —         | —         | 24    | 1     |
| ЦСКА (Москва)       | Премьер-лига     | 2023/24          | 12   | 2    | 4     | 0     | —         | —         | 16    | 2     |
| ЦСКА (Москва)       | Премьер-лига     | 2024/25          | 0    | 0    | 1     | 0     | —         | —         | 1     | 0     |
| ЦСКА (Москва)       | Итого            | Итого            | 55   | 3    | 15    | 0     | —         | —         | 70    | 3     |
| → Сочи              | Премьер-лига     | 2025/26          | 2    | 1    | 0     | 0     | —         | —         | 2     | 1     |
| → Сочи              | Итого            | Итого            | 2    | 1    | 0     | 0     | —         | —         | 2     | 1     |
| Всего за карьеру    | Всего за карьеру | Всего за карьеру | 77   | 5    | 19    | 0     | 1         | 0         | 97    | 5     |

### В сборной
| Россия | Россия | Россия | Россия           |
| Год    | Игры   | Голы   | Голевые передачи |
| ------ | ------ | ------ | ---------------- |
| 2021   | 5      | —      | —                |
| 2023   | 2      | —      | 1                |
| Всего  | 7      | 0      | 1                |

| Матчи и голы Максима Мухина за сборную России | Матчи и голы Максима Мухина за сборную России | Матчи и голы Максима Мухина за сборную России | Матчи и голы Максима Мухина за сборную России | Матчи и голы Максима Мухина за сборную России | Матчи и голы Максима Мухина за сборную России | Матчи и голы Максима Мухина за сборную России | Матчи и голы Максима Мухина за сборную России | Матчи и голы Максима Мухина за сборную России |
| №                                             | Место проведения                              | Дата                                          | Соперник                                      | Счёт                                          | Голы                                          | Замены                                        | Номер                                         | Соревнование                                  |
| --------------------------------------------- | --------------------------------------------- | --------------------------------------------- | --------------------------------------------- | --------------------------------------------- | --------------------------------------------- | --------------------------------------------- | --------------------------------------------- | --------------------------------------------- |
| 1                                             | Сочи                                          | 27 марта 2021                                 | Словения                                      | 2:1                                           | —                                             | 86'                                           | 21                                            | Отборочные матчи ЧМ-2022                      |
| 2                                             | Вроцлав                                       | 1 июня 2021                                   | Польша                                        | 1:1                                           | —                                             | 57'                                           | 29                                            | Товарищеский матч                             |
| 3                                             | Санкт-Петербург                               | 12 июня 2021                                  | Бельгия                                       | 0:3                                           | —                                             | 63'                                           | 26                                            | Чемпионат Европы 2020                         |
| 4                                             | Санкт-Петербург                               | 16 июня 2021                                  | Финляндия                                     | 1:0                                           | —                                             | 85'                                           | 26                                            | Чемпионат Европы 2020                         |
| 5                                             | Копенгаген                                    | 21 июня 2021                                  | Дания                                         | 1:4                                           | —                                             | 67'                                           | 26                                            | Чемпионат Европы 2020                         |
| н/о                                           | Эль-Вакра                                     | 12 сентября 2023                              | Катар                                         | 1:1                                           | —                                             | 68'                                           | 5                                             | Товарищеский матч                             |
| 6                                             | Москва                                        | 12 октября 2023                               | Камерун                                       | 1:0                                           | —                                             | 75'                                           | 26                                            | Товарищеский матч                             |
| 7                                             | Анталья                                       | 16 октября 2023                               | Кения                                         | 2:2                                           | —                                             | —                                             | 26                                            | Товарищеский матч                             |

Итого: 7 матчей / 0 голов; 3 победы, 2 ничьи, 2 поражения.

## Достижения
«Локомотив» (Москва)
- Обладатель Кубка России: 2020/21
- Бронзовый призёр чемпионата России: 2020/21

ЦСКА (Москва)
- Обладатель Кубка России (2): 2022/23, 2024/25
- Серебряный призёр чемпионата России: 2022/23
- Бронзовый призёр чемпионата России: 2024/25